# Lisa Farzaneh
Lisa Emilia Eriksdotter Farzaneh, tidigare enbart Eriksdotter, född 23 november 1973 i Sankt Matteus församling, Stockholm, är en svensk regissör.

## Filmografi

### Regi
- 2014 – Tjockare än vatten (TV-serie, Nice Drama)[3]
- 2015 – Arne Dahl: Himmelsöga (TV-serie, Filmlance)[4]
- 2015 – Arne Dahl: Dödsmässa (TV-serie, Filmlance)[4]
- 2016–17 – Syrror (TV-serie, 10 avsnitt, Bob Film)[5]
- 2017–18 – Det som göms i snö (tv-serie, 4 avsnitt, Yellowbird)[5]
- 2018 – Maria Wern – Viskningar i vinden (TV-serie, Warner)[5]
- 2018 – Maria Wern – Jord ska du åter vara (TV-serie, Warner)[5]
- 2019 – Störst av allt (TV-serie, 2 avsnitt, FLX/Netflix)[5]
- 2020 – Hamilton (TV-serie, 3 avsnitt, Drama Corp)[6]
- 2021 – Max Anger – With one eye open (TV-serie, 4 avsnitt, Nice Drama)[5]
- 2021 – Agatha Christies Hjerson (TV-serie, 4 avsnitt, B Reel Films)[6]
- 2022 – Snabba cash (TV-serie, 2 avsnitt, SF/Netflix)[6]
- 2022 – Young Royals (TV-serie, 2 avsnitt, Nexiko/Netflix)[6]
- 2023 – Trolltider – legenden om bergatrollet (Adventskalender, 24 avsnitt, SVT)
- 2025 – Glaskupan (TV-serie, 3 avsnitt, Netflix)[7]
- 2025 – Beck – Ur askan (TV-film, TV4)

Medregi
- 2014 – Tjockare än vatten (TV-serie) [5]

Regiassistent
- 2004-05 – Regiassistent och sufflör till Tomas Alfredson och Johan Rheborgs monologföreställning Hur tänker hon?[8]
- 2013 – IRL[5] Även filmens inspelningsledare.

FAD (First Assistant Director)
- 2009 – Luftslottet som sprängdes[5]
- 2010 – Tusen gånger starkare[5]

### Scripta
- 1995 – När alla vet[4]
- 1996 – Rusar i hans famn[4]
- 1997 – Emma åklagare
- 1998 – Beck – vita nätter[4]
- 1998 – Beck – the Money Man[4]
- 1998 – Beck – Öga för öga[4]
- 1999 – Stjärnsystrar[4]
- 1999 – Straydogs[4]
- 1999 – Tomten är far till alla barnen[4]
- 2000 – The Working of Utopia[4]
- 2000 – Djävulens polska[4]
- 2001 – Beck – hämndens pris[4]
- 2001 – Beck – mannen utan ansikte[4]
- 2001 – Syndare i sommarsol[4]
- 2002 – Beck – sista vittnet[4]
- 2003 – Ondskan[4]
- 2003 – En ö i havet[4]
- 2004 – Strandvaskaren[4]
- 2004 – Håkan Bråkan & Josef[4]
- 2005 – Carambole[4]
- 2005 – Wallander – Innan frosten[4]
- 2005 – Van Veeteren – Borkmanns punkt[4]
- 2006 – Van Veeteren – Moreno & tystnaden[4]
- 2006 – Van Veeteren – Svalan, Katten, Rosen, Döden[4]
- 2008 – Maria Wern – Främmande fågel[4]
- 2010 – Fired[4]
- 2012 – Snabba cash II[4]